# Villargent
Villargent là một xã ở tỉnh Haute-Saône trong vùng Franche-Comté phía đông Pháp. Xã có diện tích 2,86 kilômét vuông, dân số năm 2006 là 107 người. Khu vực này có độ cao từ 274-300 mét trên mực nước biển.